# Tyler Kalinoski
Tyler Kalinoski, né le 19 décembre 1992 à Cincinnati, est un joueur américain professionnel de basket-ball.

## Biographie
Le 22 juillet 2015, il signe pour l'Élan Chalon.

## Amateur
Université
- 2011-2015 :  Wildcats de Davidson (NCAA 1)

## Clubs
- 2015-2016 :  Élan sportif chalonnais (Pro A)
- 2016-2017 :  Apollon Patras (ESAKE)
- 2017-2019 :  Telenet Giants Antwerp (EuroMillions Basketball League)
- 2019-2020 :  Bandırma Basketbol (Super Ligi)
- 2020-2021 :  Basket Brescia Leonessa (Lega Basket Serie A)
- 2021-2022 :  CB Breogán (Liga ACB)
- 2022-2023 :  Unicaja Málaga (Liga ACB)

## Palmarès
- Vainqueur de la Supercoupe d'Espagne 2024
- Vainqueur de la Coupe intercontinentale 2024
- Finaliste de la Leaders Cup : 2016